# Juliomys anoblepas
Juliomys anoblepas là một loài động vật gặm nhấm trong chi Juliomys của phân họ Sigmodontinae được biết đến từ một mẫu vật là hộp sọ nham nhở. Mẫu vật này được Peter Wilhelm Lund thu thập trong các hang động của Lagoa Santa, Minas Gerais, Brazil vào nửa đầu thế kỷ 19 và được Herluf Winge mô tả vào năm 1887 dưới dạng Calobody Calomys. Loài này vẫn chưa được kiểm soát và mối liên hệ của nó không rõ ràng cho đến năm 2011, khi nó được công nhận là một chi của Juliomys, bao gồm ba loài khác ở nam Brasil và gần đó Argentina và Paraguay.
J. anoblepas có lẽ là một loài tuyệt chủng riêng biệt của chi, mà không còn tìm thấy ở Lagoa Santa. J. anoblepas cũng tương tự như các thành viên khác của chi của nó với một tấm xương ở mặt của hộp sọ. Nó gần như không mở rộng về phía trước kết nối giữa tấm và phần chính của hộp sọ, và kết nối đó tương đối thấp trên hộp sọ. J. anoblepas chỉ được biết đến từ nửa đầu của một cái sọ, được tìm thấy trong một hang động gọi là "Lapa da Serra das Abelhas". So với các loài khác của Juliomys, nó rất lớn và có một hộp sọ và răng khỏe mạnh hơn. Oryzomyines như Oecomys và Oligoryzomys có vòm miệng dài hơn. Julizome anoblepas chỉ được biết đến từ Lagoa Santa.